# Edition Libica
Die Edition Libica (Eigenschreibweise: edition libica) ist ein österreichischer Independent-Verlag mit Sitz in Wien.

## Geschichte
Der im Mai 2013 von Simone Stefanie Klein gegründete Verlag ist benannt nach der libyschen Sibylle Libica. Der Überlieferung zufolge soll sie die Urheberin des Hexameters und der Spruchweisheit Erkenne dich selbst sein. Die Prophetin Libica lässt sich daher als eine Personifikation der Einheit von Denken und Dichten verstehen, womit sie auch den Geist des Verlages repräsentiert. Der Verlag steht im Zeichen der Lyra, jenem Instrument, das schon im antiken Griechenland als Symbol der Dichter und Denker galt.

## Programm
Seit ihrer Gründung widmet sich die edition libca der Wieder- und Neuauflage von belletristischem und philosophischem Schrifttum deutsch- und anderssprachiger Autorinnen und Autoren der Gegenwart und vergangener Epochen. Damit will der Verlag einerseits interessierten Leserkreisen „in Vergessenheit geratenes“ Gedankengut (wieder) zugänglich machen und andererseits in Fachkreisen den philosophischen und literaturwissenschaftlichen Diskurs über die vielfältigen alternativen Denkweisen anregen.
Den Auftakt der verlegerischen Tätigkeit bildete die Neuauflage der Fabeleien über göttliche und menschliche Dinge von Rosa Mayreder. Die seinerzeit viel beachteten philosophischen Märchen für Erwachsene drehen sich um das zentrale philosophische Thema Selbst-, Menschen- und Weltbild, ein Fragenkomplex, der gerade heute wieder aktuell ist, während die Neuauflage des 1913 erstmals herausgegebenen Textes Die Mutter von Marianne Hainisch die Frage nach der Bedeutung der Frau als Mutter und Erzieherin erneut zur Diskussion stellt.
Inzwischen bereichert Gabriele Ruf-Zoratti das Verlagsprogramm mit ihrer kleinen Eule Denkmalnach um die Dimension Philosophieren mit Kindern, während die fabel- und parabelartigen afrikanischen Geschichten von Lingangi-Enganda Mas den interkulturellen Dialog anregen.
Seit 2016 publiziert auch der inzwischen nicht nur in Kennerkreisen bekannte und geschätzte Autor Peter Miniböck in der edition libica.

## Autoren
Zu den Autoren des Verlags gehören unter anderen Lingangi-Enganda Mas, Peter Miniböck, Elmar Mayer-Baldasseroni, Melitta Pernthaller, Gabriele Ruf-Zoratti und Christian Schwetz.